# Chotovice (Pardubice)
Chotovice é uma comuna checa localizada na região de Pardubice, distrito de Svitavy.